# Batrachoseps robustus
Batrachoseps robustus é uma espécie de salamandra da família Plethodontidae.
É endémica dos Estados Unidos.
Os seus habitats naturais são: nascentes de água doce.
Está ameaçada por perda de habitat.